# USS Enterprise (1938)

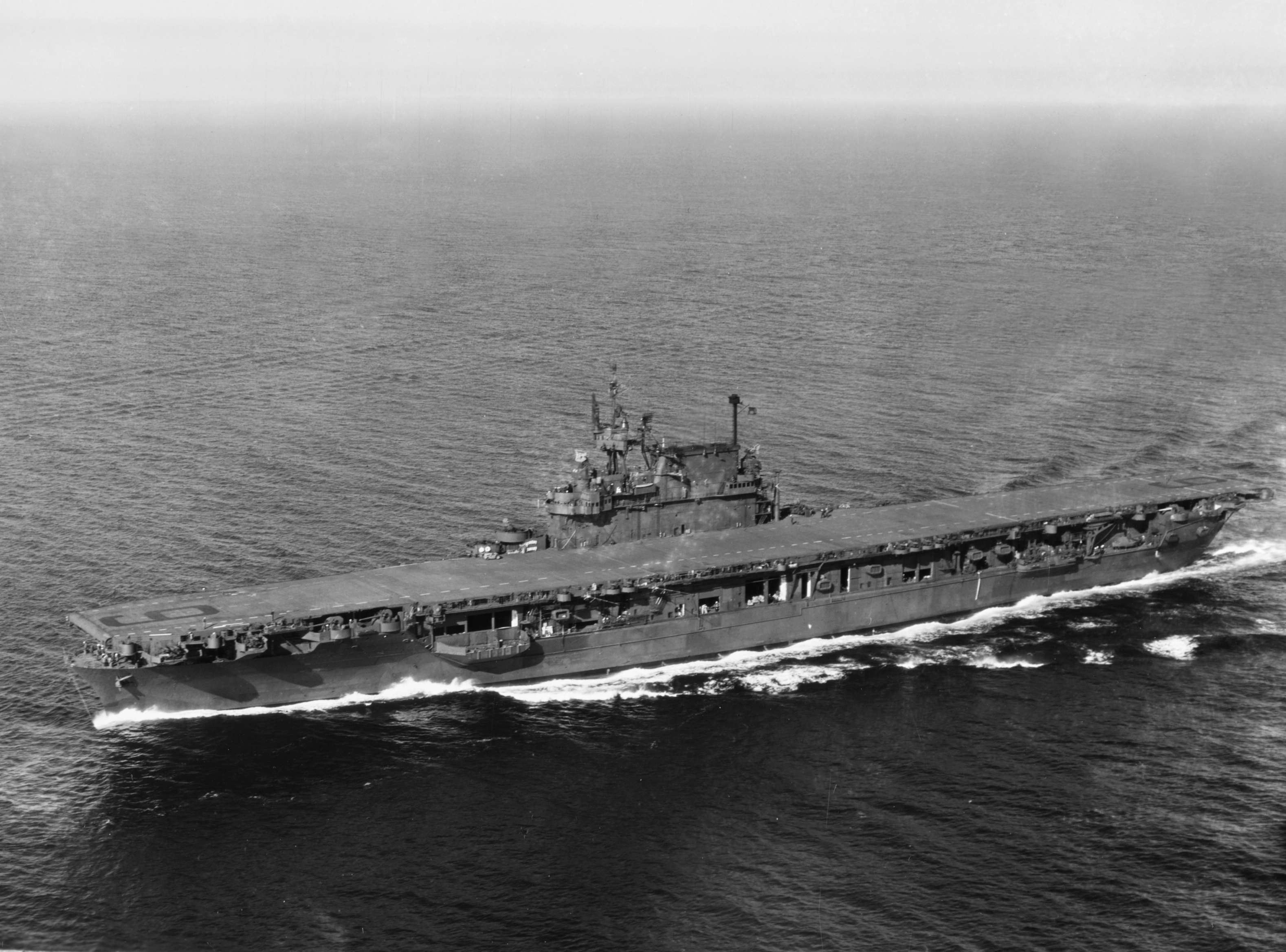
USS Enterprise (CV-6)

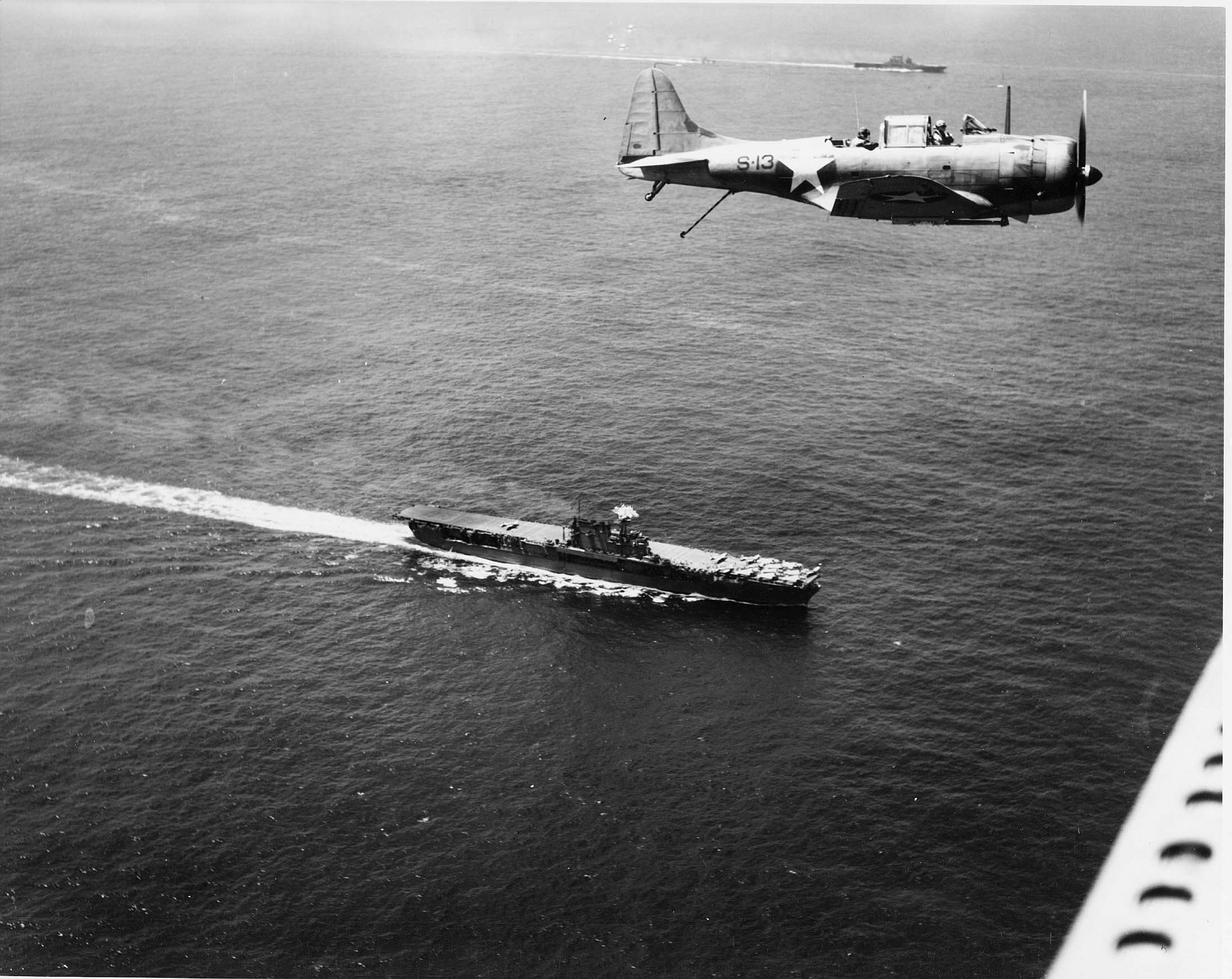
1942

De USS Enterprise (CV-6) was een vliegdekschip van de Amerikaanse Marine tijdens de oorlog in de Grote Oceaan. Het schip werd ook de "Big E" genoemd en was het meest gedecoreerde schip van de Amerikaanse Marine tijdens de Tweede Wereldoorlog. Ze voerde de meeste missies uit gedurende de Tweede Wereldoorlog in de Grote Oceaan, en werd bijzonder beroemd door de zee- en luchtslagen in de oorlog in de Grote Oceaan. De Enterprise behoorde tot de Yorktown-klasse. De Enterprise was het 6e vliegdekschip van de United States Navy en het 7e US Navy schip met deze naam.

## Geschiedenis

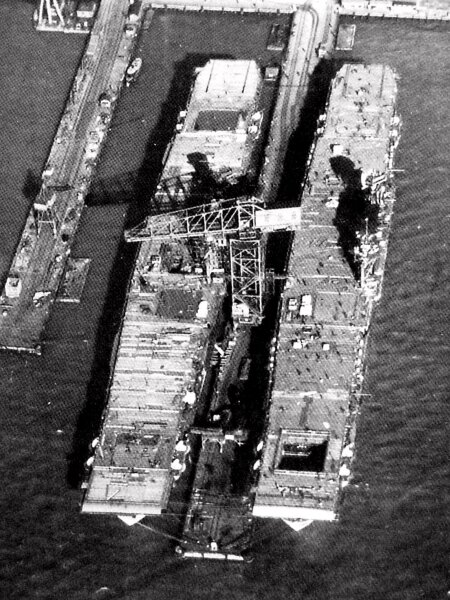
De USS Enterprise (links) samen met de USS Yorktown in aanbouw in Newport News

De kiel van de Enterprise werd op 16 juli 1934 gelegd. Ze liep van stapel op 3 oktober 1936 te Newport News Shipbuilding, gedoopt door Lulie Swanson, echtgenote van de marine secretaris Claude A. Swanson. De Enterprise werd overgedragen aan de Amerikaanse marine op 12 mei 1938. Het vliegkampschip nam aan vrijwel alle zeeslagen tegen Japan in de Tweede Wereldoorlog deel, onder meer aan de Slag bij Midway, de Zeeslag bij de Oostelijke Salomonseilanden; de Zeeslag bij de Santa Cruz-eilanden. Ook was ze aanwezig gedurende de Slag bij Guadalcanal, de Slag in de Filipijnenzee en de Slag in de Golf van Leyte, alsook voordien het bombardement op Tokio, met de Doolittle Raid.
Driemaal werd zij getroffen, het laatst door een kamikaze-vliegtuig bij de verovering van het eiland Okinawa in april 1945, waarna zij naar de V.S. terugkeerde. Ze overleefde de oorlog evenals de Saratoga en de Ranger.
Eigenlijk is de Enterprise het resultaat van de ontwapeningsonderhandelingen, die in 1921 tussen de Verenigde Staten, het Verenigd Koninkrijk, Japan, Frankrijk en Italië gevoerd werden.
Dat Akkoord van Washington stond toe, dat de Verenigde Staten 135.000 ton voor de gezamenlijke vliegdekschepenvloot mocht bouwen. De eerste drie vliegdekschepen die werden gebouwd waren de Langley, de Lexington en de Saratoga. Dit waren omgebouwde schepen van andere klassen. De Ranger was het eerste vliegdekschip, dat ook als zodanig gepland en gebouwd werd. Toen Franklin D. Roosevelt in 1933 de "New Deal" verkondigde, was in de begroting voor de verdediging ook 40.000.000 dollar, voor twee nieuwe vliegdekschepen voorzien. Van het zusterschip Yorktown werd op 21 mei 1934 haar kiel gelegd en de Enterprise volgde twee maanden later.
De eerste proefvaart van de beide vliegdekschepen Yorktown en Enterprise, was in mei 1938 naar Rio de Janeiro, Brazilië.
De toenmalige viceadmiraal William F. Halsey Jr. voerde hierbij het opperbevel en kapitein-ter-Zee Newton H. White had het eerste commando over de Enterprise. Na haar terugkeer opereerde ze langs de oostkust van de Antillen in april 1939.
Doch in november werd Newton White door kapitein-ter-Zee Charles A. Pownall vervangen en afgelost, en deze bracht het schip in 1939 naar de Grote Oceaan waar ze eerst op haar eerste thuisbasis San Diego aanlegde.
In mei 1940 werd de Task Force-vloot voor Japanse afdreiging naar Pearl Harbor verlegd. Er was tegen Japan een olie-embargo uitgevaardigd omdat het China in 1938 was binnengevallen en daar oorlogsmisdaden beging tegen de Chinese burgerbevolking. Dit Amerikaans embargo zat de Japanners dwars.

## Tweede Wereldoorlog

### Pearl Harbor
Op 28 november 1941 vertrok Task Force 8, met de Enterprise, uit Oahu om het Marine Corps Fighter Squadron 211 naar Wake eiland te transporteren. Op 4 december werden de vliegtuigen afgeleverd en tegen 6 december werd het eskader terug in Pearl Harbor verwacht. Door slecht weer liep het eskader vertraging op waardoor de Enterprise niet in de haven lag tijdens de Japanse aanval op Pearl Harbor. Toen de Japanners aanvielen, was het vliegdekschip slechts 200 mijl van Oahu verwijderd. De Enterprise stuurde achttien vliegtuigen op verkenning uit op zoek naar de Japanse vloot. De vliegtuigen moesten doorvliegen naar Pearl Harbor en kwamen vlak na de Japanse aanval aan. Zes toestellen werden neergehaald door zenuwachtige Amerikaanse schutters, die dachten dat het nog Japanse vliegtuigen waren. Acht bemanningsleden werden gedood. In de namiddag werd een aanval gelanceerd met 30 toestellen op basis van een foutief rapport van een onderzeeër. Zes Grumman F4F Wildcats konden niet naar de Enterprise terugkeren en vlogen naar Pearl Harbor. De toestellen werden voor een Japanse aanval aanzien en drie van de zes toestellen werden door eigen luchtafweer neergeschoten bij de landing.
Op 8 december kwam TF8 in Pearl Harbour aan. Na een snelle bevoorrading vertrok de Task Force terug op patrouille. Op 10 december vonden vliegtuigen van de Enterprise de Japanse onderzeeër I-70 en brachtten deze tot zinken.

### Wake
Nadat het Amerikaanss garnizoen op Wake een Japanse landing kon afslaan, werd besloten het eiland te versterken. Task Force 14 met het vliegkampschip Saratoga moest achttien Brewster F2A Buffalo jachtvleigtuigen naar het eiland brengen, Task Force 11 met het vliegkampschip Lexington moest een afleidingsaanval op Jaluit uitvoeren en Task Force 8 met de Enterprise moest dekking te geven aan beide andere task forces. De operatie werd afgelast wanneer de Japanners op 22 december een succesvolle landing uitvoeren op Wake eiland vooraleer de Amerikaanse task forces konden ingrijpen.

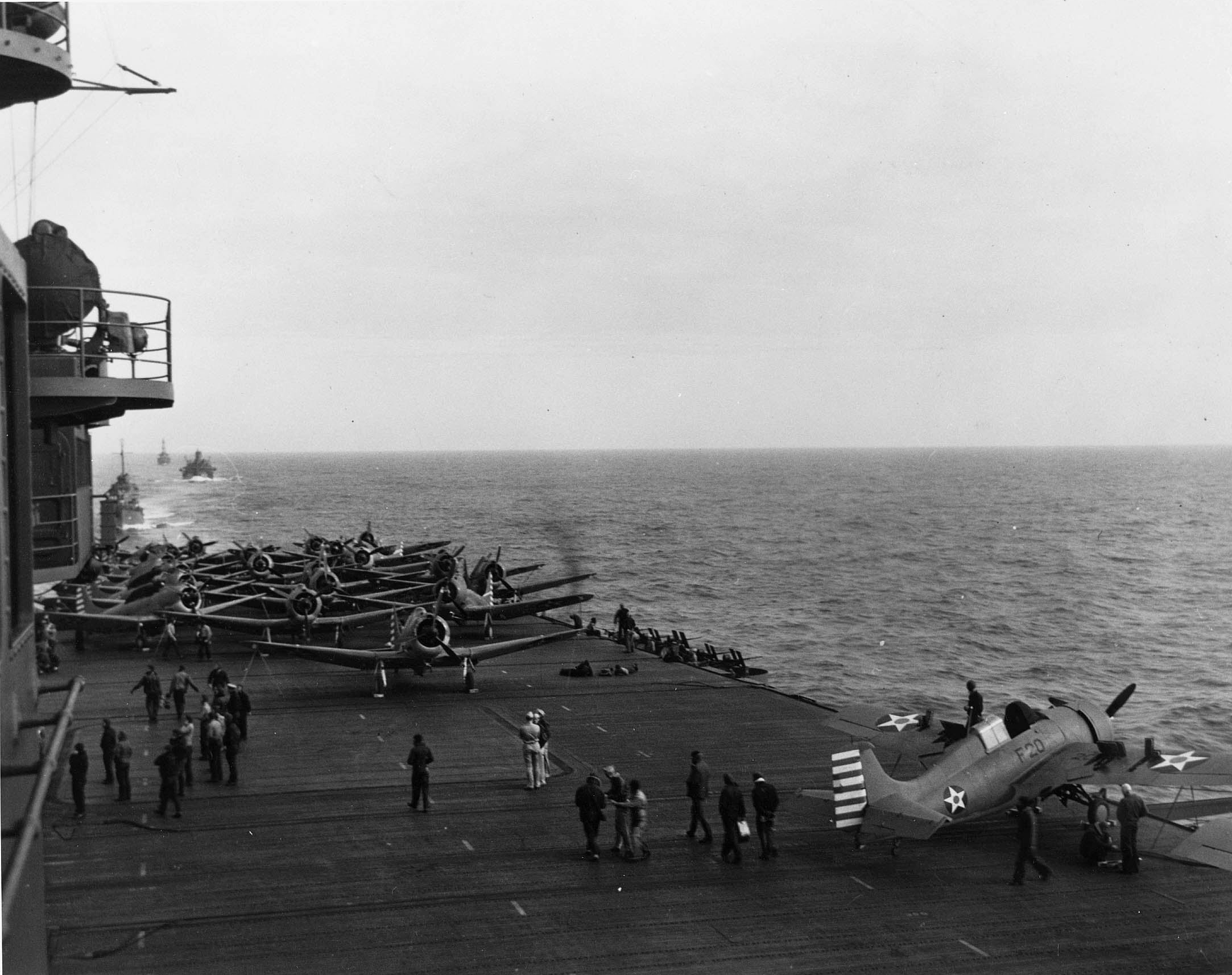
Jachtvliegtuigen op de USS Enterprise (CV-6)

### Marshall eilanden
Task Force 8, met de Enterprise vertrok op 11 januari 1942 vanuit Pearl Harrbour ter bescherming van een konvooi met bestemming Samoa. Op 25 januari voegen TF8 en TF17 met de Yorktown zich bij elkaar voor een aanval op de Marshall en Gilbert eilanden. Op 1 februari vallen 64 vliegtuigen van de Enterprise Japanse schepen aan bij Kwajalein, Wotje en Maloelap op de Marshalleilanden. Voor het verlies van zes vliegtuigen konden ze enkel een kleine kanonneerboot tot zinken brengen en een mijnenlegger, een lichte kruiser en vijf andere schepen beschadigen. Bij een tegenaanval van Japanse vliegtuigen loopt de Enterprise lichte schade op. Na de slag stoomde de Task Force terug naar Pearl Harbor.

### Wake en Marcus
Op 14 februari verlaat TF8 met de Enterprise  Pearl Harbour en voert op 24 februari een bombardement uit op Wake met 42 toestellen. Twee kruisers en twee torpedobootjager svan TF8 voeren ook bombardementen op het eiland uit. Op 4 maart wordt Marcus island gebombardeerd. Bij beide raids gaat een vliegtuig verloren. Op de terugreis naar Pearl Harbour wordt de TF8 verkend door de Japanse onderzeeër I-15, maar deze onderzeeër kan niet aanvallen noch andere boten naar het doel leiden.

### Doolittle Raid

Doolittle Raid Map

Op 8 april 1942 vertrok de Enterprise uit Pearl Harbour met haar escorte van twee kruisers en vier torpedobootjagers. Op 13 april voegt dit eskader zich bij de Hornet  en haar escorte van eveneens twee kruisers en vier torpedobootjagers. Samen vormden ze de nieuwe Task Force 16. De Hornet had op 2 april San Francisco verlaten, waar ze zestien B-25 Mitchell-bommenwerpers aan boord genomen had. De bedoeling was om deze bommenwerpers op een afstand van 900 km van Japan te lanceren om Tokyo te bombarderen en dan door te vliegen naar China terwijl de TF16 zo snel mogelijk rechtsomkeer zou maken. Doordat een Japanse patrouilleboot het Amerikaans eskader voortijdig ontdekte moesten de vliegtuigen vroegtijdig op een afstand van 1200 km gelanceerd worden, zodat de vliegtuigen geen brandstof genoeg hadden om de Chinese vliegvelden te bereiken en allemaal verloren gingen. Maar de Doolittle Raid op Tokyo was een grote propaganda overwinning voor de Amerikanen. Vliegtuigen van de Enterprise brachten twee kleine Japanse patrouilleboten tot zinken, en beschadigden twee andere. De Japanners probeerden nog de Amerikaanse vliegdekschepen te onderscheppen met hun eerste vliegkampschipvloot, maar die bevond zich ten Oosten van Formosa, op terugweg van aanvallen in de Indische Oceaan en was te veraf en moest de achtervolging al snel opgeven. Ook dertien Japanse onderzeeërs probeerden TF16 vruchteloos te onderscheppen. Task Force 16 was terug in Pearl Harbor op 25 april.
Door het breken van de Japanse Navy Codes kregen de Amerikanen in april 1942 een gedeeltelijk inzicht in de Japanse plannen. Het was duidelijk dat een invasiestrijdmacht samengesteld werd in het zuiden van de Stille Oceaan. Het doel van deze invasie was niet duidelijk maar Port Moresby leek het meest waarschijnlijk. De TF16 verliet Pearl Harbour op 1 mei richting Australië, maar kwam te laat om deel te kunnen nemen in de resulterende Slag in de Koraalzee. Op 8 mei werden de TF16 teruggeroepen naar Pearl Harbour, waar ze op 26 mei aankwamen. 

### Slag bij Midway

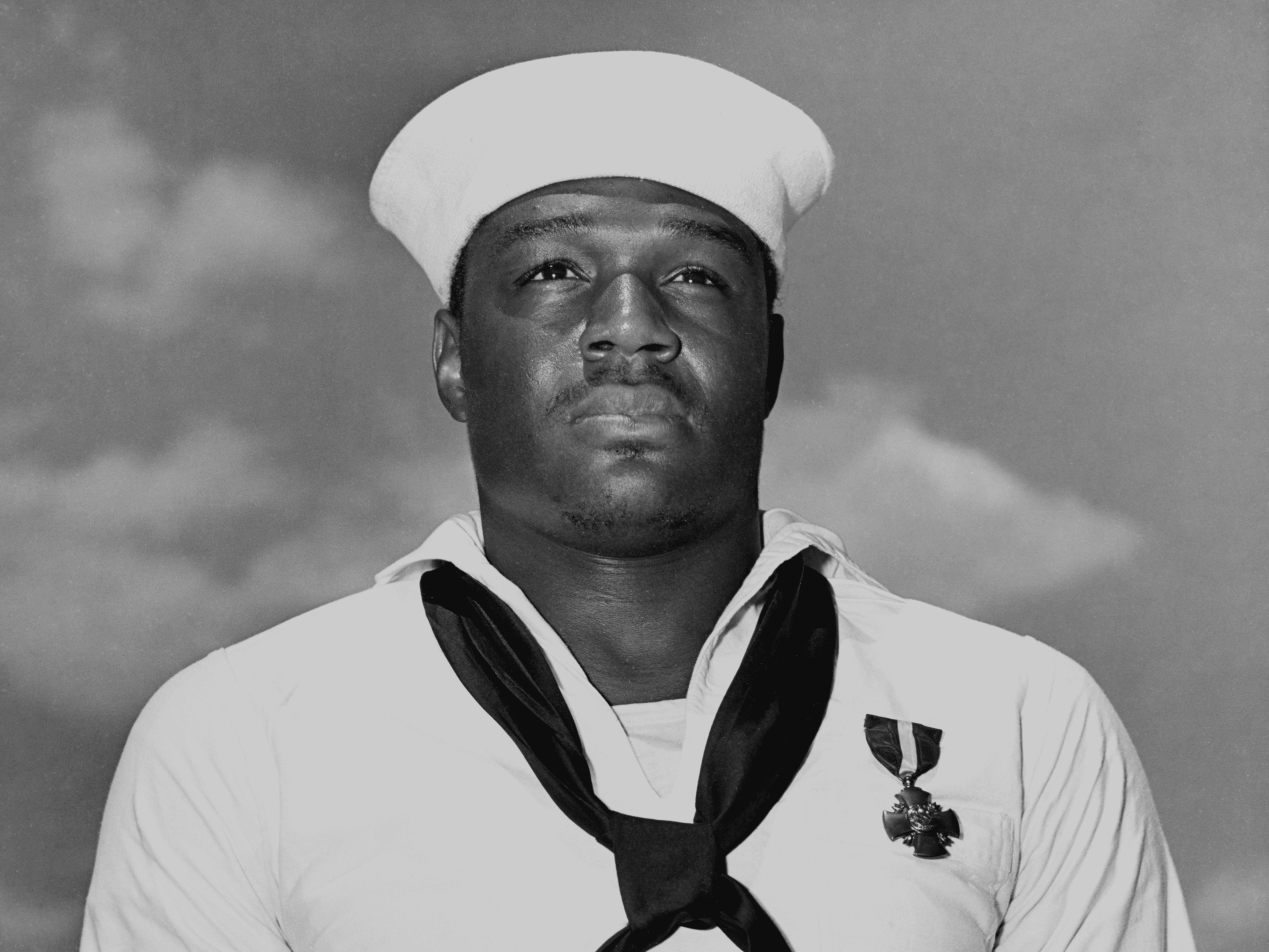
Dorie Miller

Op 27 mei kregen menige officieren en matrozen, aan boord van de Enterprise, die plichtbewust hadden opgetreden tijdens de Japanse aanval op Pearl Harbor, persoonlijk of postuum een ereteken opgespeld. Vele kregen de Medal of Honor. Voor de eerste maal in de Amerikaanse geschiedenis, kreeg een kleurling, een kok, Doris "Dorie" Miller genaamd, een medaille uitgereikt, door de Vloot-admiraal Chester Nimitz, de plaatsvervanger van admiraal Husband Kimmel. Matroos-Tweede-klas Miller kreeg "maar" het Navy Cross. 
Opnieuw kregen de Amerikanen via ontcijferde berichten op tijd waarschuwingen voor een grote Japanse aanval op het eiland Midway. Nu de Japanse marine nog een overwicht had, zicht zij een confrontatie op met de Amerikaanse marine en wilde met deze aanval de Amerikaanse vliegdekschepen uitschakelen. Een landing op Midway dicht bij Pearl Harbour zou de Amerikanen tot de strijd dwingen. Op 28 mei 1942 werd de Enterprise het vlaggenschip van viceadmiraal Raymond Spruance. Deze voormalige kruisercommandant werd voorgedragen door de zieke admiraal William Halsey aan Vlootadmiraal Chester Nimitz tot zijn leidinggevende opvolger voor de strijd. Task Force 16, met de Hornet en Enterprise, 6 kruisers en 9 torpedobootjagers stoomde naar een positie 200 mijl ten noorden van Midway om de Japanse aanval af te wachten. Op 30 mei vervoegde Task Force 17, onder leiding van viceadmiraal Fletcher met de Yorktown, 2 kruisers en 6 torpedojagers, de TF16. Fletcher was de leidinggevende admiraal voor de luchtaanvallen en had de titel van "Officer in Tactical Command".

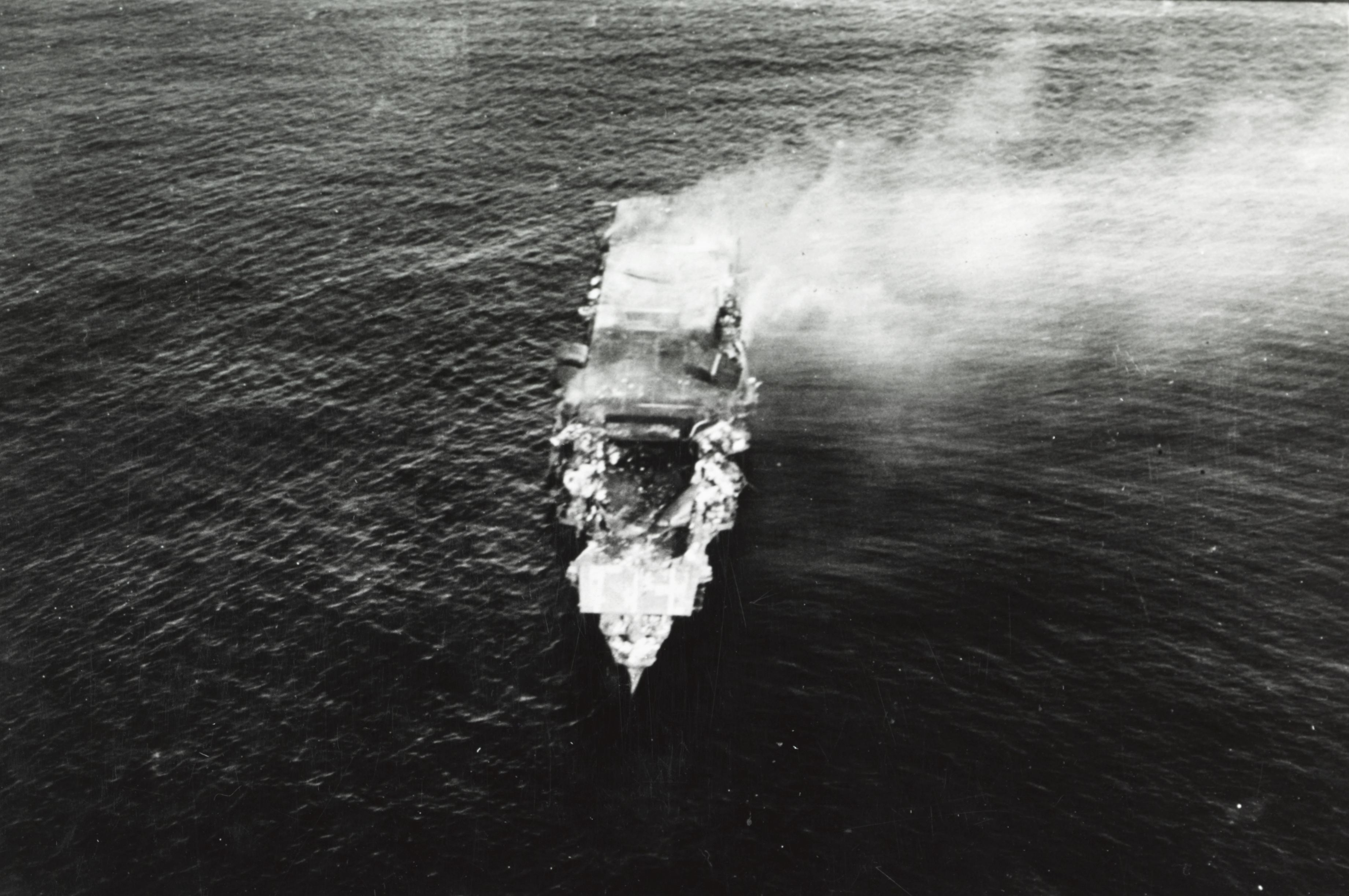
De brandende Hiryu

De Slag bij Midway begon in de morgen van 4 juni 1942, wanneer vier Japanse vliegdekschepen, de Akagi, Kaga, Soryu en Hiryu de aanval inzetten door Midway te bombarderen. De Japanse luchtverkenning ontdekte de Amerikaanse task forces niet op tijd en vliegtuigen van de Enterprise en Yorktown konden de Akagi, Kaga en Soryu in brand bombarderen zodat die alle drie enkele uren later zonken. Vliegtuigen van de Hiryu konden de Yorktown buiten gevecht stellen met bommen en torpedo's maar daana werd het laatste Japans vliegdekschip door toestellen van de Enterprise en Hornet ook in brand gebombardeerd en de Hiryu zonk de volgende dag. De Yorktown werd uiteindelijk door de Japanse duikboot I-168 tot zinken gebracht. Daarna achtervolgde TF16 de terugtrekkende Japanse vloot en kon nog een zware kruiser tot zinken brengen en een andere zwaar beschadigen.
Task Force 16 en 17 verloren in totaal 113 vliegtuigen, de Japanse verliezen waren 272 vliegtuigen. De Enterprise zelf kwam onbeschadigd uit de slag en keerde op 13 juni 1942 terug naar Pearl Harbor.

### Operatie Watchtower

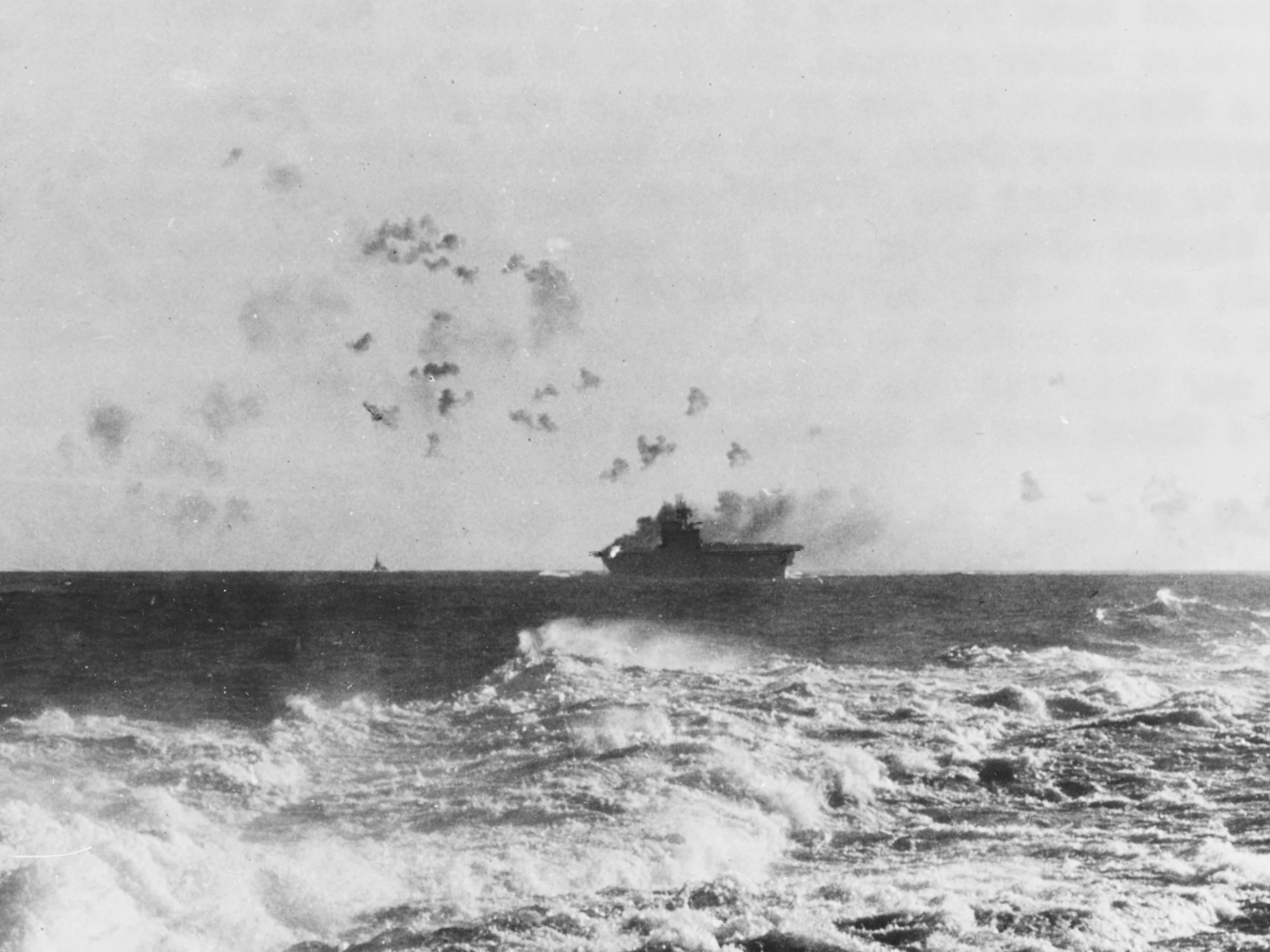
De USS Enterprise (CV-6) brandt na de Zeeslag bij de Oostelijke Salomonseilanden

Na de overwinning bij Midway besloten de Amerikanen een tegenaanval te ondernemen op Guadalcanal in de Salomonseilanden. De Japanners waren daar in mei geland met de bedoeling een vliegveld aan te leggen. Eens dat klaar was zou vanuit dat vliegveld de Amerikaanse posities in het Zuiden van de Stille Oceaan aangevallen kunnen worden. De Enterprise vertrok op 15 juli 1942 naar het zuiden van de Grote Oceaan. De Amerikaanse invasievloot werd beschermd door de drie beschikbare vliegdekschepen die als aparte task forces opereerden. TF61.1 werd samengesteld met de Saratoga als kern, TF61.2 met de Enterprise en TF61.3 met de Wasp. De TF61 stond onder bevel van Fletcher.
Op 7 augustus 1942 gaven vliegtuigen van TF61 luchtsteun aan de landingen op Guadalcanal met bombardementen op Japanse posities. Jachtvliegtuigen van de Enterprise en Saratoga onderschepten twee tegenaanvallen van 27 bommenwerpers en zestien duikbommenwerpers. Voor het verlies van twaalf toestellen werden 16 Japanse aanvallers neergeschoten. De volgende dag vielen 26 Japanse torpedobommenwerpers aan en verloren zeventien toestellen zonder treffers te kunnen plaatsen. Daaropvolgende aanvallen van duikbommenwerpers en jachtbommenwerpers konden twee vrachtschepen en een torpedobootjager raken. In de avond besloot Fletcher de vliegkampschepen terug te trekken wegens het gevaar van Japanse torpedotoestellen en om zich te bevoorraden. Tijdens de nacht valt een Japanse strijdmacht de landingsvloot aan en kan zonder eigen verliezen drie Amerikaanse en een Australische kruiser vernietigen. De vliegkampschepen bevonden zich te veraf om de terugtrekkende Japanse strijdmacht te kunnen onderscheppen.

### Zeeslag bij de Oostelijke Salomons eilanden
Op 24 augustus werd een sterke Japanse strijdmacht gesignaleerd, die op 200 mijl ten noorden van Guadalcanal voer. In de Zeeslag bij de Oostelijke Salomonseilanden ging een Japanse carrier "Ryujo" verloren door vliegtuigen van de Saratoga. De Enterprise werd van de Amerikaanse schepen het meeste getroffen. Drie directe treffers en vier nabijtreffers doodden 74 manschappen en verwondden 95 opvarenden en brachten serieuze schade toe. 

### Zeeslag bij Santa Cruz-eilanden

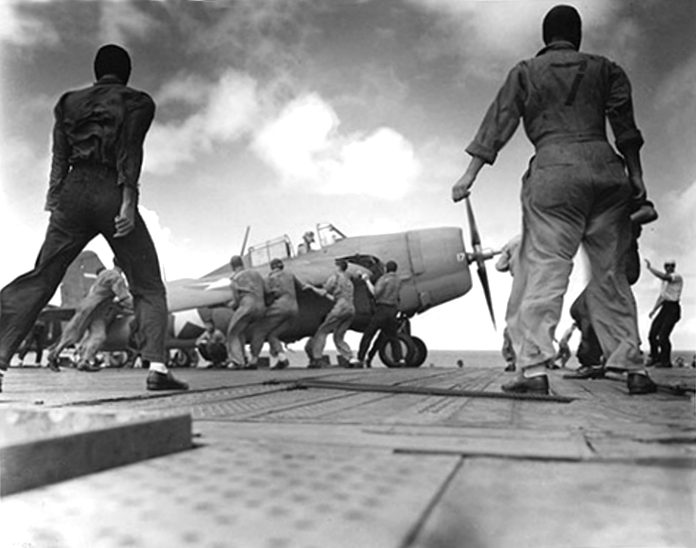
Een Grumman F4F Wildcat op de USS Enterprise (CV-6)

Na reparaties in Pearl Harbor van 10 tot 16 oktober 1942, vertrok de Enterprise opnieuw naar het zuiden van de Grote Oceaan. Daar formeerde ze met de Hornet Task Force 61. Op 26 oktober lanceerde de Enterprise verkenningsvliegtuigen en deze lokaliseerden een Japanse vliegdekschip-strijdmacht. De zeeslag bij de Santa Cruz-eilanden was begonnen. De Enterprise-vliegtuigen beschadigden vliegdekschepen en kruisers gedurende de gevechten, terwijl de "Big E" zelf werd aangevallen door Japanse toestellen. Tweemaal werd ze door bommen geraakt, waarbij 44 man sneuvelden en 75 gewond werden. Ondanks de schade, bleef ze aanvallen lanceren en nam aan boord een groot aantal vliegtuigen van de Hornet over. De Hornet werd ernstig getroffen en zonk tijdens de slag.
De Enterprise was nu het enige Amerikaanse vliegdekschip op het strijdtoneel. Op het vliegdek schreven de bemanning de tekst: "Enterprise vs. Japan".

### Slag bij de Salomonseilanden
Daarna kwam de "Big E" in Nouméa, Nieuw-Caledonië, op 30 oktober aan voor herstellingen. Maar een nieuwe Japanse vloot bij de Salomons, kwam opdagen en stoomde op 11 november erheen. Ondertussen werkten de bemanningsleden van het reparatieschip USS Vestal (AR-4), nog aan boord van de Enterprise. Op 13 november brachten haar vliegtuigen het Japanse slagschip Hiei tot zinken. De "Big E" keerde terug naar Nouméa op 16 november voor herstelling.

### Slag bij Rennell eiland
De Enterprise stoomde na de herstellingen op 4 december 1942, weg van Espiritu Santo op de Nieuwe Hebriden, tot 28 januari 1943, toen ze weer vertrok naar het Salomonsgebied.
Op 30 januari liet ze haar jagers en bommenwerpers opstijgen tegen een kruisers-torpedojagers-groep gedurende de zeeslag bij het eiland Rennell.
In weerwil van de vernietiging van een grote meerderheid van de aanvallende Japanse bommenwerpers door Enterprise-vliegtuigen, werd de zware kruiser USS Chicago (CA-29) toch nog getroffen door Japanse vliegtuigtorpedo's, die haar tot zinken brachten.
Vrij snel na de Slag bij Rennell eiland, kwam het Amerikaanse vliegdekschip op 1 februari 1943 in Espititu Santo terug. Voor de volgende drie maanden opereerde de Enterprise vanuit deze basis, dekking gevend met haar vliegtuigen van de US oppervlakte-strijdmachten op de Salomons.
Daarna stoomde de Enterprise naar Pearl Harbor waar ze op 27 mei 1943 aankwam. Vloot-Admiraal Chester Nimitz bracht het schip voor, met de eerste "Presidential Unit" medaille-ereteken, voor een vliegdekschip.
Op 20 juli 1943 kwam ze binnengevaren in Puget Sound Naval Shipyard, voor herstellingen.
De Yorktown-klasse had bewezen tot kwetsbaarheid van torpedoinslagen, terwijl ze grote reparaties onderging, in het najaar toen van 1943. 

### Operatie Galvanic
In november 1943 neemt de Enterprise als onderdeel van Task Force 50.2 deel aan Operatie Galvanic, de verovering van de Gilberteilanden. Op 19 november bombarderen vliegtuigen van TF50.2 het atol Makin,  ter voorbereiding van de landing op 20 november. Na afloop van deze operatie werd de Enterprise aan Task Force 50.3 toegevoegd, om op 4 december samen met Task Force 50.1 een Japanse basis op Kwajalein aan te vallen. Voor het verlies van vijf vliegtuigen konden de Amerikaanse task Forces 55 Japanse vliegtuigen vernietigen in de lucht en op de grond. Rond het eiland werden ook zes transportschepen met 25.136 BRT tot zinken gebracht terwijl drie andere met 17.249 BRT beschadigd worden. ook werden twee kruisers beschadigd.

### Operatie Flintlock
In Januari 1944 werd de Enterprise toegevoegd aan Task Force 58.1, om deel te namen aan Operatie Flintlock, de verovering van de Marshalleilanden. Ter voorbereiding van de landingen op Kwajalein bombardeerde TF58.1 op januari het eiland Maloelap. De landing op Kwajalein vond plaats op 31 januari, tussen 30 januari en 4 februari gaf TF58.1 luchtsteun aan de invasiemacht en de grondtroepen.

### Truk
Op 17 februari startte Operatie Catchpole : de landing op Eniwetok. De dekking van die landing wordt aan het lokale escorte, de Air Support Group en TF58.4 overgelaten. De drie andere groepen TF58.1, TF58.2, TF58.3 en twee slagschepen van TF50.9 zetten koers naar de grote Japanse basis op Truk in de Carolinen eilanden. Op 17 februari vallen de grote vlootvliegkampschepen van die strijdmacht de Japanse vliegvelden op Truk aan terwijl de lichte vlootvliegkampschepen het scheepvaartverkeer rond Truk aanvallen. Tijdens de avond kan een Japans torpedotoestel een treffer plaatsen op het lichte vliegdekschip Independence, dat weggesleept moet worden naar Majuro. De volgende dag worden de oorlogsschepen in de lagune van Truk aangevallen, maar de Japanners hadden hun basis op tijd geëvacueerd. Zes tankers en zeventien vrachtschepen met in totaal 137.019 GRT werden tot zinken gebracht. en ongeveer 250 Japanse vliegtuigen werden vernietigd. 
Met Task Force 58, lanceerde de Enterprise raids op Jaluit Atol op 20 februari 1944. Daarna stoomde ze naar Majuro en Espiritu Santo. Op 15 maart stoomde ze met Task Force 36.1, ter ondersteuning voor de marinierslandingen op het eiland Emirau tussen 19 en 25 maart.
De carrier formeerde terug Task Force 58 op 26 maart, en voor de volgende 12 dagen, ondernam ze een serie van aanvallen en raids, tegen de eilanden van Yap, Ulithi, Woleai en Palau. Na een verblijf van een week, bevoorrade en bunkerde de "Big E" zich, in Majuro. Daarna voer ze op 14 april tot ondersteuning van de landingen in het Hollandia (nu Jayapura) gebied van Nieuw-Guinea, en nam deel aan de aanval tegen de Truk eilanden, tussen 29 en 30 april 1944.
Op 6 juni 1944 was ze deel vanTask Force 58.3. Ze vertrok van Majuro in de aanval op de Marianen. Daarna tegen Saipan, Rota en Guam, tussen 11 en 14 juni 1944. De Enterprise-piloten boden directe luchtondersteuning voor de landingen op Saipan op 15 juni, en ondersteunde de Amerikaanse Marinierstroepen voor de volgende twee dagen.

### De Slag in de Filipijnenzee
In juni 1944 organiseerden de Amerikanen onder codenaam operatie Forager een aanval op de  Marianen eilanden : op 15 juni wilde men op Saipan landen en daarna op Guam en Tinian. Vanaf de Marianen ligt Japan binnen bereik van zware bommenwerpers, de eilandengroep maakte deel uit van de binnenste verdedigingsgordel van Japan en als reactie op de aanval moest de volledige Japanse vloot uitvaren en de confrontatie met de Amerikaanse vloot aangaan. De Amerikaanse vloot was geconcentreerd in TF58 die opgesplitst was in vier aparte task forces die elk bestaan uit drie tot vier lichte of grote vlootvliegkampschepen en begeleidende kruisers en torpedobootjagers. De Enterprise maakte deel uit van TF58.3. Vanaf 11 juni voer de Enterprise samen met de andere vliegdekschepen luchtaanvallen uit op de Marianen eilanden. Amerikaanse onderzeeboten ontdekten de Japanse vloot en verwittigden TF58. Tijdens de nacht van 18 op 19 juni probeerden met radar uitgeruste nachtverkenners van de Enterprise de Japanse vloot te localiseren, maar ze vonden niks. Op 19 juni begon de Slag in de Filipijnenzee met een aanval van 374 Japanse vliegtuigen die in vier golven vanaf de Japanse vliegkampschepen gelanceerd werden. De Amerikaanse radar ontdekte de aanval tijdig en jagers konden de meeste Japanse toestellen neerschieten. In totaal gingen 244 Japanse vliegtuigen verloren. De Japanse aanval kon geen beduidende schade aanrichten : enkel een slagschip kreeg een treffer. Jachtvliegtuigen van de Enterprise konden enkele Japanse vliegtuigen vernietigen die probeerden te landen op vliegvelden te Guam. De volgende dag gingen de Amerikanen in de tegenaanval, maar vertraging in de verkenning van de Japanse vloot leidde ertoe dat hun aanval pas laat op de avond op het uiterste bereik van hun vliegtuigen gelanceerd werd. De Enterprise nam deel aan deze aanval, maar haar bommenwerpers misten het Japanse vliegkampschip Ryuho. Na deze aanval verloren beide vloten contact met elkaar en was de slag over. De Enterprise bleef nog tot 5 juli actief met TF58 ter ondersteuning van de campagne op Saipan. Daarna keerde ze terug naar Pearl Harbor voor een maand, voor een algemene revisie. 

### De landing op Palau
De Amerikaanse vloot werd gereorganiseerd in TF38 onder admiraal Mitscher. De Enterprise maakte deel uit van TF38.4. Op 28 augustus voer TF38 uit ter ondersteuning van de geplande landingen op Palau. TG38.4 viel eerst de Japanse basissen op Iwo Jima en Chichi Jima aan tussen 31 augustus en 2 september. Daarna vielen alle vier de Task Forces TF38.1 , TF38.2, TF38.3 en TF38.4 Palau aan tussen 6 en 8 september. Vooraleer de landingen op 15 september van start gingen, vertrokken TF38.1, TF38.2 en TF38.3 richting Filipijnen om daar Japanse vliegvelden aan te vallen, terwijl de Enterprise met TF38.4 bij Palau bleef om luchtsteun te geven bij de landingen.

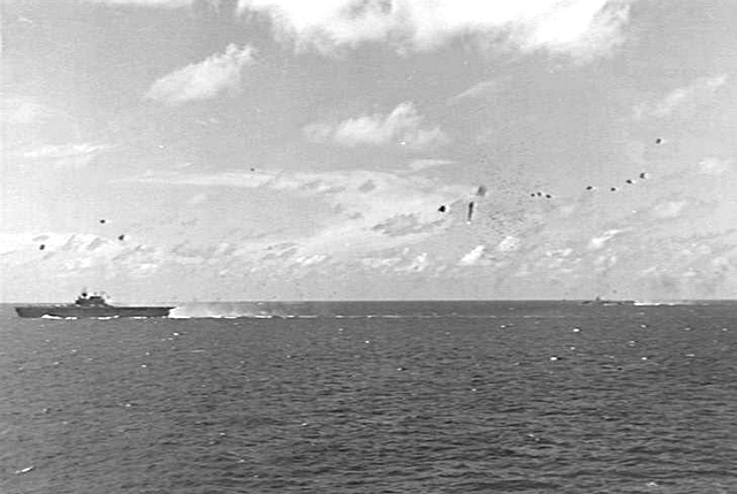
De Enterprise tijdens een Japanse luchtaanval in oktober 1944

### De Slag in de Golf van Leyte
Na de operatie ten westen van de Palau eilanden, vervoegde de Enterprise op 7 oktober 1944 andere eenheden van Task Force 38 en zette van 10 tot 20 oktober koers naar het noorden. De airwing van de Enterprise was samengesteld uit 39 Hellcats, 34 Helldiver duikbommenwerpers en 19 Avenger torpedobommenwerpers. Haar vliegtuigen voerden missies uit boven Okinawa, Formosa en de Filipijnen. Ze vielen Japanse vliegvelden en schepen aan ter voorbereiding van de invasie van Leyte. Na de Amerikaanse landing op Leyte op 20 oktober ging de "Big E" voor Ulithi liggen om brandstof te bunkeren, maar op 23 oktober bracht de naderende Japanse vloot haar weer snel terug in actie.
In de Slag in de Golf van Leyte van 23 tot 26 oktober, vielen vliegtuigen van de Enterprise de drie vijandelijke groepen aan. Ditmaal was het een zeeslag tussen slagschepen en torpedobootjagers. De Enterprise en de overgebleven schepen ondernamen een patrouilletocht, ten oosten van Samar en Leyte, tegen het eind van oktober. Daarna keerde het vliegdekschip terug naar Ulithi voor bevoorrading en reparatie. In de loop van november viel haar luchtvloot doelen aan in het Manillagebied, bij de Filipijnen en de eilanden Yap. Ze keerde op 6 december 1944 terug naar haar thuisbasis Pearl Harbor.

### Iwo Jima,Okinawa, en deKamikaze
Op 24 december 1944 vertrok de Enterprise naar de Filipijnen. Aan boord van de Enterprise was een speciale groep aanwezig, getraind in nachtvluchten en geleid door nachtradar. Ze sloot zich aan bij Task Force 38.5 en koerste in de wateren rond, ten noorden van Luzon en in de Chinese Zee, in de loop van januari 1945. Haar vliegtuigen onderschepten vijandelijke land- en scheepsdoelen vanaf Formosa tot Indochina. Na haar instructies en bezoek aan Ulithi, ontving de "Big E" weer Task Force 58.5 op 10 februari 1945, en zorgde dag en nacht ervoor, dat haar Task Force 58 eveneens beschermd bleef, terwijl haar luchtmachtvloot aanvallen deed op Tokio op 16 en 17 februari 1945.

#### Landing op Iwo Jima
Ze ondersteunde van 10 februari tot 9 maart 1945 de mariniers in hun Landing op Iwo Jima.
Daarna stoomde ze terug naar Ulithi. Gedurende een deel van deze periode, onderhield de Enterprise voortdurend vliegtuigpatrouilles boven Iwo Jima, voor 174 uren. Op 15 maart vertrok ze terug van Ulithi en onderhield haar nachtwerk in vliegtuigraids tegen Kyushu, Honshu en schepen in de binnenzeeën van Japan. Ze werd echter licht beschadigd door een vijandelijke bom op 18 maart 1945. De Enterprise voer zes dagen later Ulithi binnen voor reparatie.

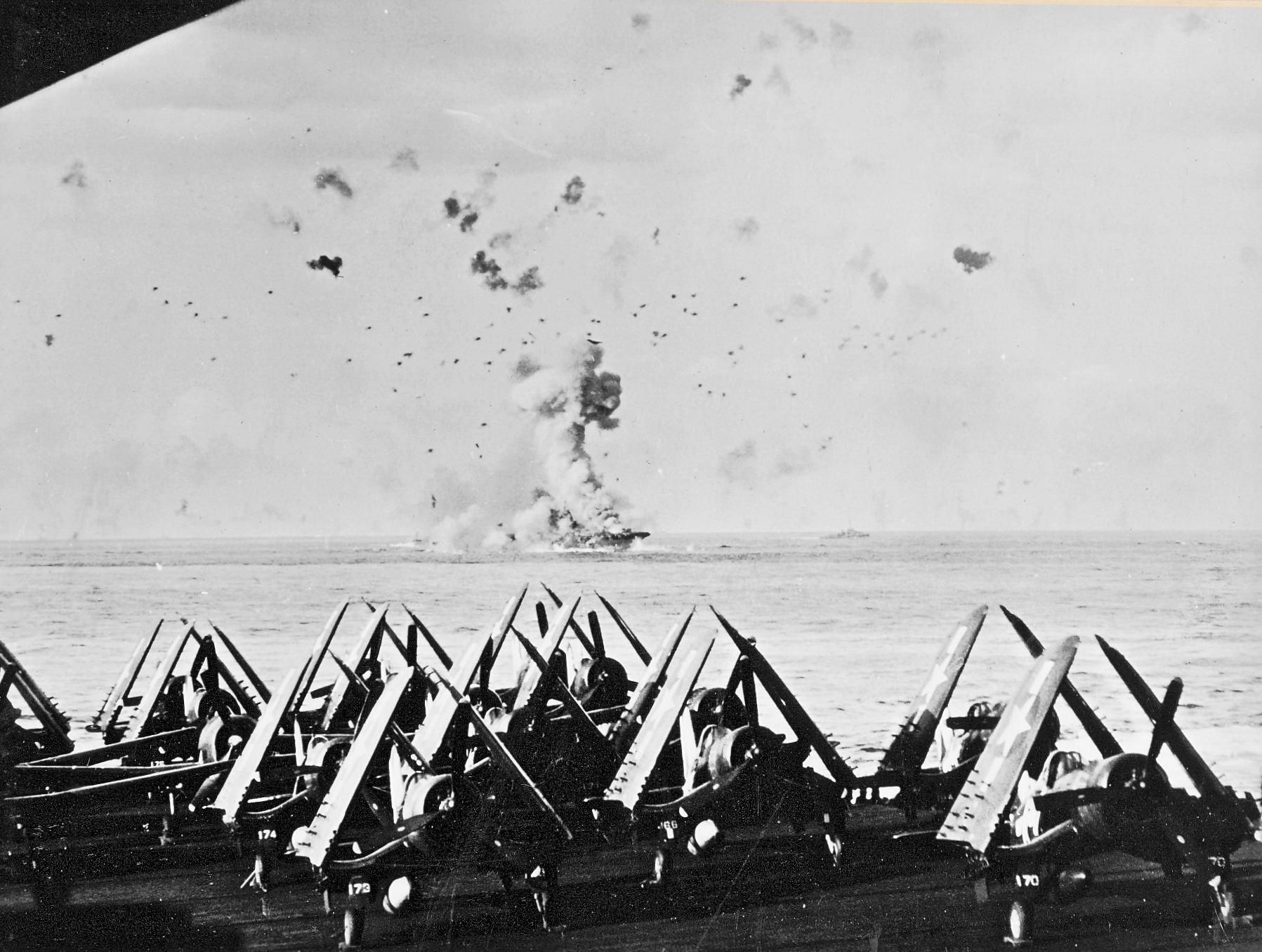
De Enterprise getroffen door een kamikaze op 14 mei

#### Slag om Okinawa
Ze kwam opnieuw in actie op 5 april in de Slag om Okinawa.
Daar raakte een kamikazevliegtuig "Big E" op 11 april 1945. Weer moest ze terugkeren naar Ulithi. Nog een keer stevende ze terug naar Okinawa en op 6 mei ondernam de Enterprise, de klok rond, aanvalraids met haar vliegtuigen. Weer werd ze getroffen door een Japanse "kamikaze"-zelfmoordpiloot. Op 14 mei 1945 vernielde een zelfmoordvliegtuig haar voorwaartse-vliegdeklift. Hierbij vielen 14 doden en 34 gewonden. Het vliegdekschip stoomde terug voor reparatie naar Puget Sound Naval Shipyard. Daar kwam ze aan op 7 juni, waar ze gemeerd bleef tot op V-J Day, 15 augustus 1945. Ze kwam niet meer in actieve dienst, daar Japan in augustus 1945 capituleerde. De oorlog was afgelopen.

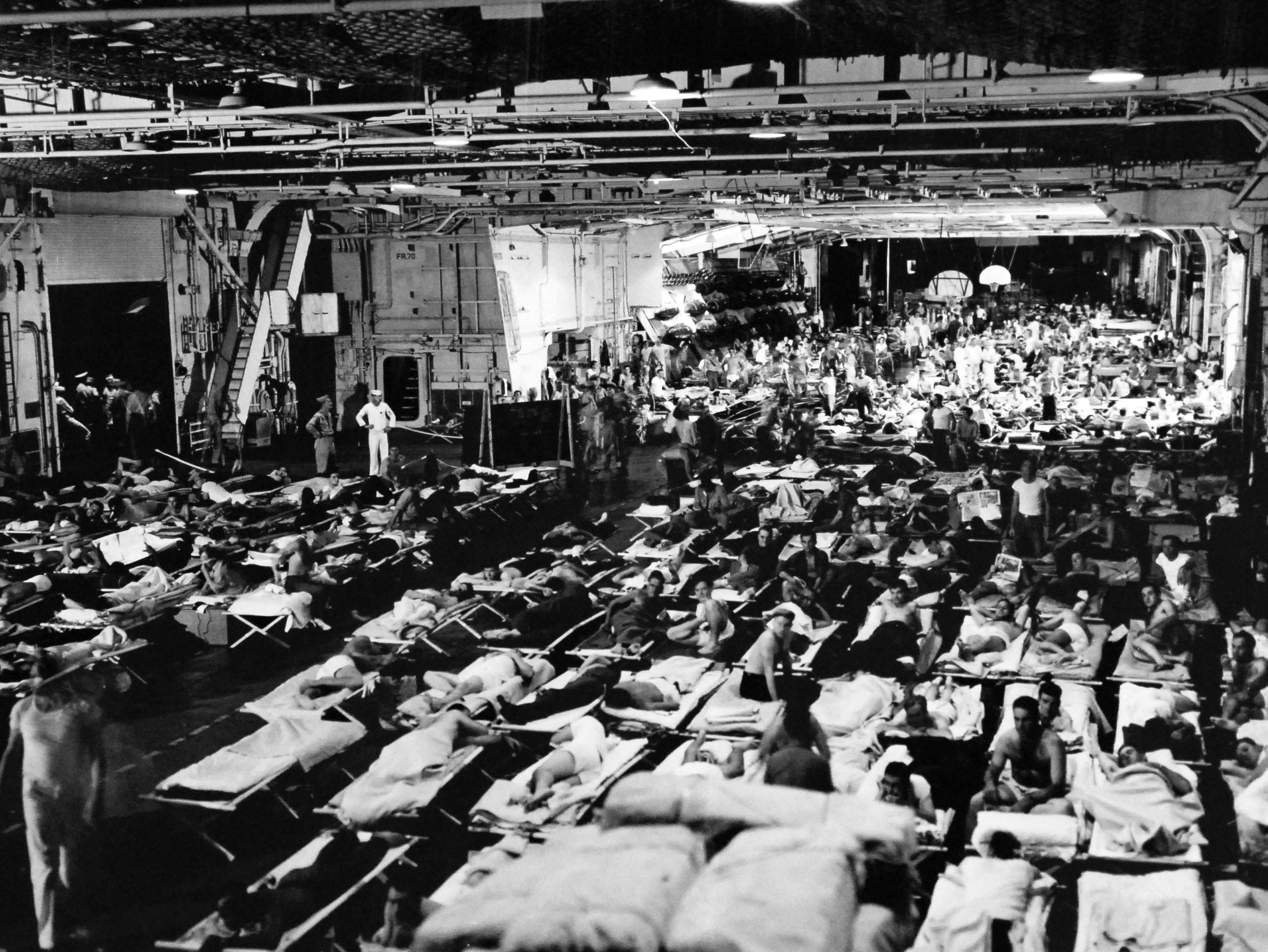
De vliegtuighanger tijdens een Magic Carpet overtocht

## Na de oorlog

### Operatie Magic Carpet
De Enterprise voer naar Pearl Harbor en keerde daarna terug naar de Verenigde Staten met 1100 dienstplichtigen wier dienst erop zat. Ze voer naar New York, waar ze op 17 oktober 1945 aankwam.
Twee weken later kwam ze aan te Boston, voor installatie van ruimten voor verblijf. Dan begon ze operatie Magic Carpet en ze bracht 10.000 veteranen huiswaarts. In Europa huldigde de Britse Admiraliteit het schip, het enige niet-Royal Navy-schip dat deze eer te beurt viel.

## Sloop van "Big E"
De Enterprise kwam naar de New York Naval Shipyard op 18 januari 1946 en werd buiten dienst gesteld op 17 februari 1947.
Ofschoon er verscheidene pogingen werden ondernomen tot behoud van het schip als een museum/memorial, lukte het niet om daarvoor genoeg geld bij elkaar te krijgen.
Het vliegdekschip van de US Navy en de "Big E" werd verkocht op 1 juli 1958 aan de Lipsett Corporation van New York, die Enterprise liet slopen te Kearny (New Jersey). Er werd beloofd dat een opvallende driepotige mast behouden zou blijven om in het Naval Academy's nieuw voetbalstadion te zetten, maar dat is niet gebeurd. Er werd wel een gedenkplaat geplaatst op de basis, van wat wordt vernoemd "Enterprise Tower". De sloop eindigde in mei 1960.
In 1968 was er een permanent "Enterprise Exhibit" en was opgedragen aan het Naval Aviation Museum te Pensacola Naval Air Station (Florida), tot een huiselijk kunstproductie, foto's en andere items van historisch belang over de Enterprise (CV-6).

## Lijst van operaties
- Marshalleilanden (februari 1942)
- Wake eiland (februari 1942)
- Marcuseiland (maart 1942)
- Doolittle Raid (april 1942)
- Slag bij Midway (juni 1942)
- Slag om Guadalcanal (augustus 1942)
- Oostelijke Salomonseilanden (augustus 1942)
- Zeeslag bij de Santa Cruz-eilanden (oktober 1942)
- Zeeslag bij Guadalcanal (november 1942)
- eiland Rennell (januari 1943)
- Gilberteilanden (november 1943)
- Chuukeilanden (november 1943)
- Saipan - Guam - Slag in de Filipijnenzee (juni 1944)
- Slag in de Golf van Leyte (oktober 1944)
- aanval op Tokio (februari 1945)
- aanval op Kyushu (maart 1945)
- Landing op Iwo Jima
- Slag om Okinawa (april 1945)
- aanval op Kyushu (mei 1945)

## Doden en gevangenen
De Enterprise had tezamen 374 doden te betreuren. Daarvan zijn 139 doden van de scheepsbemanning. De anderen behoorden tot de gestationeerde luchteenheden die neergestort zijn. Twaalf piloten werden door de Japanners gevangengenomen, nadat hun vliegtuig werd neergehaald. Daarvan werden twee piloten na de gevangenneming geëxecuteerd. Twee andere piloten werden naar Formosa gebracht en kort voor het oorlogseinde opgehangen.

## Commandanten
- Kapitein-ter-zee Newton H. White (12 mei 1938 - 21 december 1938)
- Kapitein-ter-zee Charles A. Pownall (21 december 1938 - 21 maart 1941)
- Kapitein-ter-zee Georges D. Murray (21 maart 1941 - 30 juni 1942)
- Kapitein-ter-zee Arthur C. Davis (30 juni 1942 - 21 oktober 1942)
- Kapitein-ter-zee Osborne B. Hardison (21 oktober 1942 - 7 april 1943)
- Kapitein-ter-zee Carlos W. Wieber (7 april 1943 - 16 april 1943)
- Kapitein-ter-zee Samuel P. Ginder (16 april 1943 - 7 november 1943) - (Reparatie in Pearl Harbor en ombouw in Bremerton)
- Kapitein-ter-zee Matthias N. Gardner (7 november 1943 - 10 juli 1944)
- Kapitein-ter-zee Thomas J. Hamiton (10 juli 1944 - 29 juli 1944) - (Reparatie in Pearl Harbor)
- Kapitein-ter-zee Cato D. Glover (29 juli 1944 - 14 december 1944)
- Kapitein-ter-zee Grover B. H. Hall (14 december 1944 - 25 september 1945)
- Kapitein-ter-zee William A. Rees (25 september 1945 - 20 februari 1946)
- Kapitein-ter-zee Francis E. Bardwell (20 februari 1946 - 10 juni 1946) - Aangelegd in Bayonne (New Jersey)
- Kapitein-ter-zee Conrad W. Craven (10 juni 1946 - 31 januari 1947)
- Kapitein-ter-zee Lewis F. Davis (31 januari 1947 - 17 februari 1947) - (Uitdienststelling)

## Kernfeiten
- Klasse: Yorktown-klasse
- Type: Vliegkampschip US Navy
- Werf: Newport News Shipbuilding and Dry Dock Comp. Virginia
- Bouworder: 1933
- Bouw: 16 juli 1934
- Te water gelaten: 3 oktober 1936
- In dienst gesteld: 12 mei 1938
- Buiten dienst gesteld: 17 februari 1947

### Technische gegevens
- Lengte: 247 m
- Lengte vliegdek: 245 m
- Breedte romp: 33 m
- Breedte vliegdek: 26,30 m
- Hoogte: 43,60 m
- Diepgang: 6,70 m (standaard) - 8,50 m (volgeladen)
- Machines: 9 x Babcock & Wilcox stoomketels - 4 x Parsons geared turbines
- Vermogen: 120.000 pk (90 MW) - 4 schroeven - 2 roeren
- Snelheid: 32,50 knopen (60,19 km/h) - maximum 33,65 knopen (62,32 km/h)
- Reikwijdte: 10.400 zeemijl bij 15 knopen - 7.900 zeemijl bij 20 knopen
- Bemanning: 1.889 man in vredestijd - 2.217 officieren en matrozen (1941) - 2.919 man in de Tweede Wereldoorlog

### Bewapening
- Vliegtuigen: 96 max. - 80 tot 90 waren er aan boord - Grumman F4F Wildcat (tot 1942) - Douglas TBD-1 Devastator (tot 1942) - Douglas SBD Dauntless - Grumman F6F Hellcat (na 1942) - Grumman TBF Avenger (na 1942)
- 24 x Browning M2 50-cal. snelvuurkanonnen
- 4 x Quad 1.1"75-cal. kanonnen (4 Vierlingskanonnen)
- 8 x 5" 38-cal. Multi-kanonnen
- 50 x Oerlikon 20-mm snelvuurkanonnen (Voorjaar 1942 - 32 stuks - Oorlogseinde - 50 stuks)
- 16 x Bofors 40-mm kanonnen.
- CXAM-1 Zoekradar (eind 1941 - najaar 1943)
- SC-2 Zoekradar (Einde 1942)
- SK Zoekradar (ter vervanging van de CXAM-1 Systeem najaar 1943)
- Luchtdoelradar in verschillende versies